# Álgebra de Lie
Em álgebra, uma álgebra de Lie é uma estrutura algébrica cujo principal uso está no estudo dos grupos de Lie e das variedades diferenciáveis. As álgebras de Lie foram introduzidas como ferramenta para o estudo das rotação infinitesimais. O termo "Álgebra de Lie" é uma referência a Sophus Lie, e foi cunhado pelo matemático Hermann Weyl na década de 1930.

## Definição e primeiras propriedades
Uma álgebra de Lie {\displaystyle {\mathfrak {g}}} é um tipo de álgebra sobre um corpo; é um espaço vetorial sobre um corpo F juntamente com uma operação binária ({\displaystyle [\cdot ,\cdot ]:{\mathfrak {g}}\times {\mathfrak {g}}\to {\mathfrak {g}}}, chamada de comutador, ou colchete de Lie), que satisfaz os seguintes axiomas:
- Bilinearidade:
{\displaystyle [ax+by,z]=a[x,z]+b[y,z],\quad [z,ax+by]=a[z,x]+b[z,y]}
para todos escalares {\displaystyle a}, {\displaystyle b} em F e todos elementos {\displaystyle x}, {\displaystyle y}, {\displaystyle z} em {\displaystyle {\mathfrak {g}}.}
- Anticomutatividade:
{\displaystyle [x,y]=-[y,x]\,}
para todos elementos {\displaystyle x}, {\displaystyle y} em {\displaystyle {\mathfrak {g}}.} Quando F for um corpo de característica dois, deve-se impor a condição mais forte
{\displaystyle [x,x]=0}
para todo x em {\displaystyle {\mathfrak {g}}.}
- A identidade de Jacobi:
{\displaystyle [x,[y,z]]+[y,[z,x]]+[z,[x,y]]=0\quad }
para todos {\displaystyle x}, {\displaystyle y}, {\displaystyle z} em {\displaystyle {\mathfrak {g}}.}

Para qualquer álgebra associativa A com multiplicação *,  pode-se construir uma álgebra de Lie L(A). Como espaço vetorial, L(A) coincide com A. O colchete de Lie de L(A) é definido como sendo o seu comutador em A:
{\displaystyle [a,b]=a*b-b*a.}
A associatividade da multiplicação * em A implica a identidade de Jacobi para o comutador em L (A). Em particular, a álgebra associativa das matrizes n' × n sobre um corpo F dá origem ao grupo linear geral {\displaystyle {\mathfrak {gl}}_{n}(F).} A álgebra associativa A é chamada de uma álgebra envolvente da álgebra de Lie L (A).
É sabido que cada álgebra de Lie pode ser mergulhada em uma álgebra que é definida, desta forma, a partir de uma álgebra associativa.

## Exemplos
- Qualquer espaço vetorial V dotado de um colchete de Lie identicamente nulo é uma álgebra de Lie. Tais álgebras de Lie são chamadas de abelianas. Qualquer álgebra de Lie unidimensional sobre um corpo é abeliana, pela antisimetria do colchete de Lie.
- O espaço euclidiano tridimensional R3 munido do colchete de Lie dado pelo produto vetorial de espaços vetoriais é uma álgebra de Lie tridimensional.
- A álgebra de Heisenberg é uma álgebra de Lie tridimensional com geradores x,y,z, cujas relações de comutação são da forma

{\displaystyle [x,y]=z,\quad [x,z]=0,\quad [y,z]=0.\,}
- Qualquer grupo de Lie G define uma álgebra de Lie associada {\displaystyle {\mathfrak {g}}=Lie(G).}

A definição geral é técnica, mas no caso dos grupos clássicos de matrizes reais, ela pode ser formulada via a aplicação exponencial. A álgebra de Lie {\displaystyle {\mathfrak {g}}} consiste das matrizes X da forma ::{\displaystyle \exp(tX)\in G\,} : para todos t's reais. A álgebra de Lie de {\displaystyle {\mathfrak {g}}} é dada pelo comutador de tais matrizes. Como um exemplo concreto, considere o grupo linear especial SL(n,R), consistindo das matrizes  n × n com entradas reais e determinante 1. Este um grupo clássico, e a sua álgebra de Lie tem como elementos todas as matrizes n × n reais e com Traço zero.

## Relação com grupos de Lie
A correspondência entre álgebras de Lie e grupos de Lie é utilizada de diversas maneiras, incluindo-se na elaboração da lista dos grupos de Lie simples e na teoria da representação dos grupos de Lie. Toda representação de uma álgebra de Lie é levantada de forma única para uma representação do grupo de Lie conexo e simplesmente conexo correspondente. De forma recíproca, toda representação de um grupo de Lie induz uma representação da sua álgebra de Lie; suas representações estão biunivocamente correspondidas.